# Фэрклаф, Дэвид
Дэ́вид Фэ́рклаф (англ. David Fairclough; родился 5 января 1957 года в Ливерпуле, Мерсисайд, Англия) — английский футболист

## Карьера
Он играл в «Ливерпуле» в течение восьми лет с 1974 по 1983 год и смог выиграть много трофеев, хотя не являлся игроком основного состава, в частности из-за конкуренции с Джоном Тошаком, Кевином Киганом, Кенни Далглишем и Ианом Рашем.
Позже Фэрклаф уехал в аренду в «Торонто Близзард», а потом перешёл в «Люцерн». В 1985 году он вернулся в Англию и играл за «Норвич Сити» и «Олдем Атлетик». В 1986 году он перешёл в «Беверен» и играл там 3 сезона. В 1989 году Фэрклаф, наконец, возвращается в Англию и подписывает контракт с «Транмир Роверс», а затем с «Уиганом», где он закончил свою карьеру в 1991 году.